# 迷子石

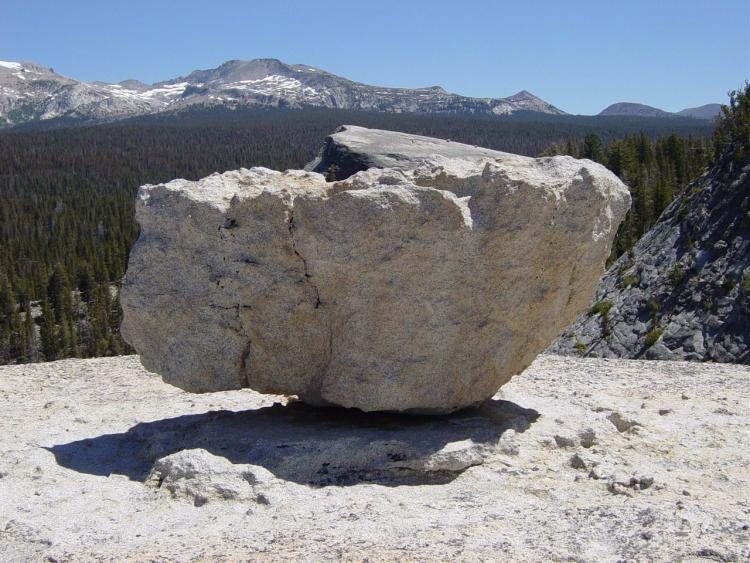
ヨセミテ国立公園ランバートドームの迷子石

迷子石（まいごいし、glacial erratic、erratic boulder、erratic block）とは、氷河によって削り取られた岩塊が、長い年月のうちに氷河の流れに乗って別の場所に運ばれ、氷河が溶け去った後に取り残された岩のこと。
多くの場合、その場所の地質とは異なる岩が不自然な形で留まるため、まるで誰かが意図的に置いたかのように見える。迷子石を調べることで、氷河がどのように存在したかが分かる。赤道付近の南アフリカのナミビアにある迷子石が、22億年前と6億年前に地球全体が厚い氷で覆われたというスノーボールアース（全球凍結）仮説の証拠のひとつとして挙げられる。アメリカのセントラルパークには芝生の上に迷子石が残されている。ドイツのベルリン大聖堂前の広場には，北欧から運ばれた迷子石で作られたシャーレがある。